# Krztynia
Krztynia je menší řeka, levý přítok řeky Pilica patřící do povodí řeky Visly a úmoří Baltského moře. Řeka je dlouhá 24,8 km a nachází se v okrese Zawiercie (gminy Zawiercie, Kroczyce a Szczekociny) ve Slezském vojvodství v jižním Polsku.

## Popis toku
Krztynia pramení u osady Suliny v části Karlin města Zawiercie v krajinném parku Park Krajobrazowy Olich Gniazd nacházející se na vysočině Wyżyna Krakowsko-Częstochowska (Krakovsko-čenstochovská jura). Teče převážně severovýchodním směrem přes Siamoszyce, Przyłubsko, Hutu Szklanou a Pradła. Dále u vesnice Zawada Pilicka se do Krztynie zleva vlévá řeka Białka a řeka pak pokračuje přes Grabiec a Bonowice a u města Szczekociny se do Krztynie zprava vlévá řeka Żebrówka. Nakonec, severozápadně od města Szczekociny se Krztynia zleva vlévá do řeky Pilica.

## Další informace
Řeka je také využívána pro vodáctví, rybářství a další sportovní aktivity.

## Galerie

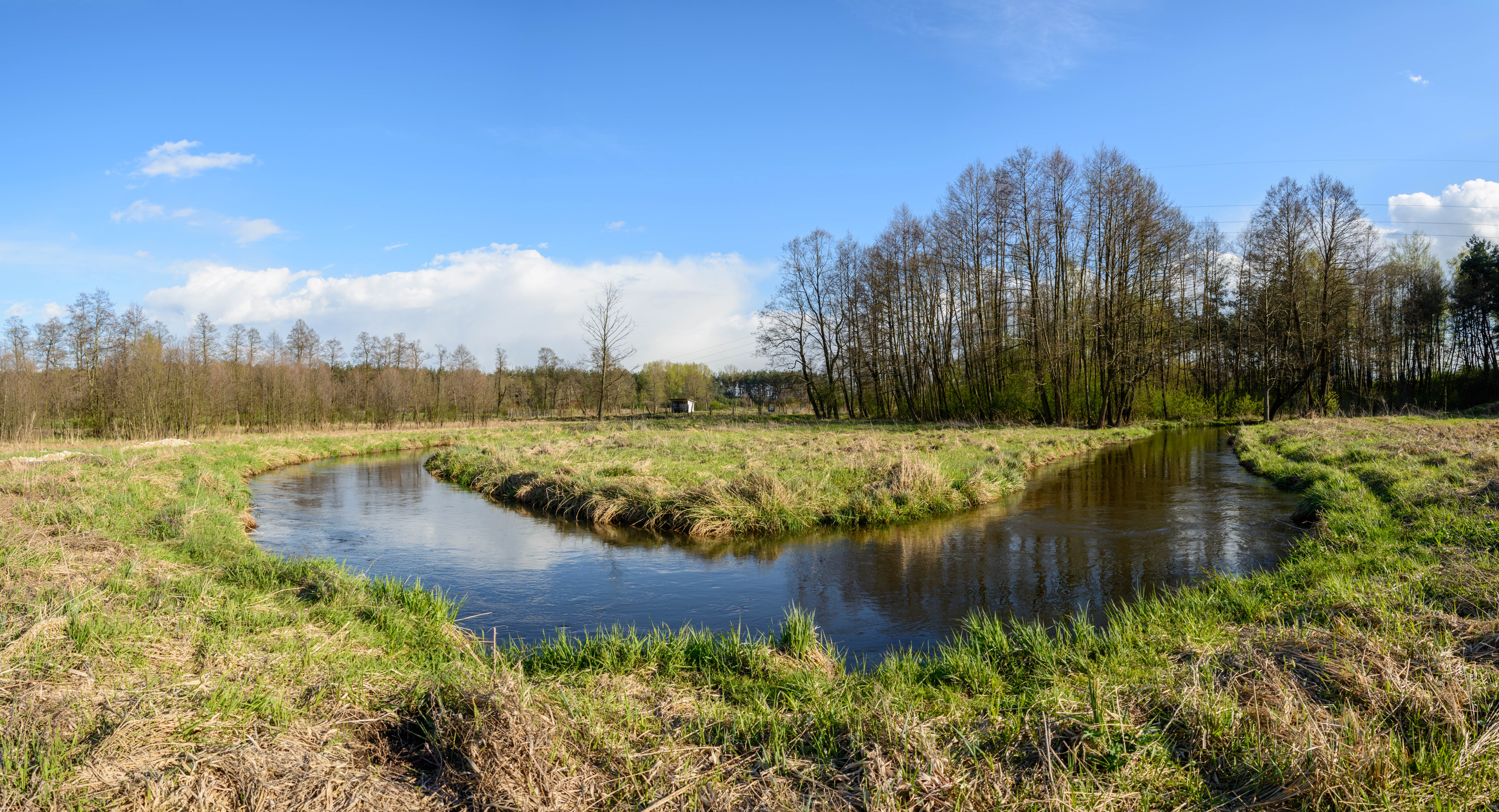
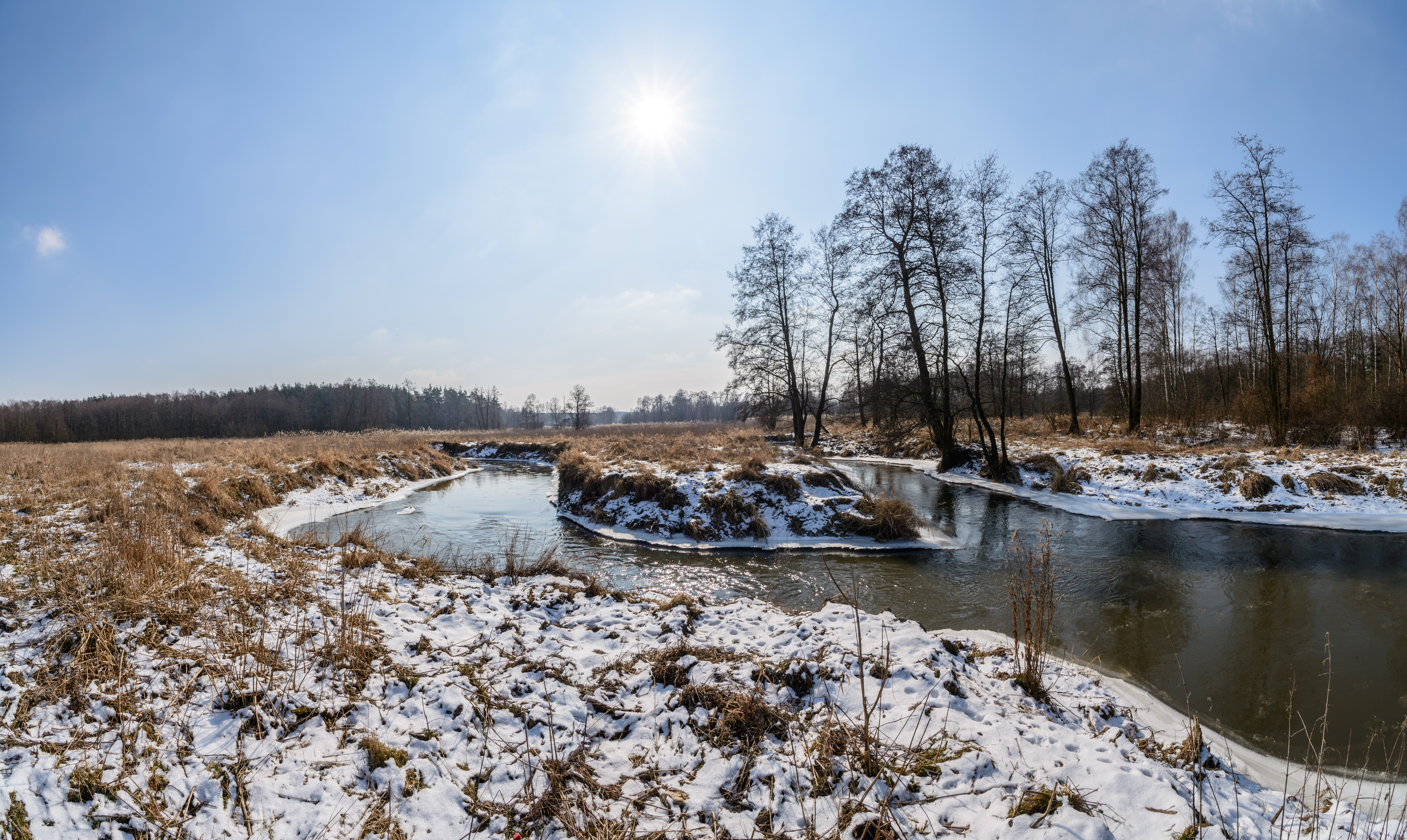
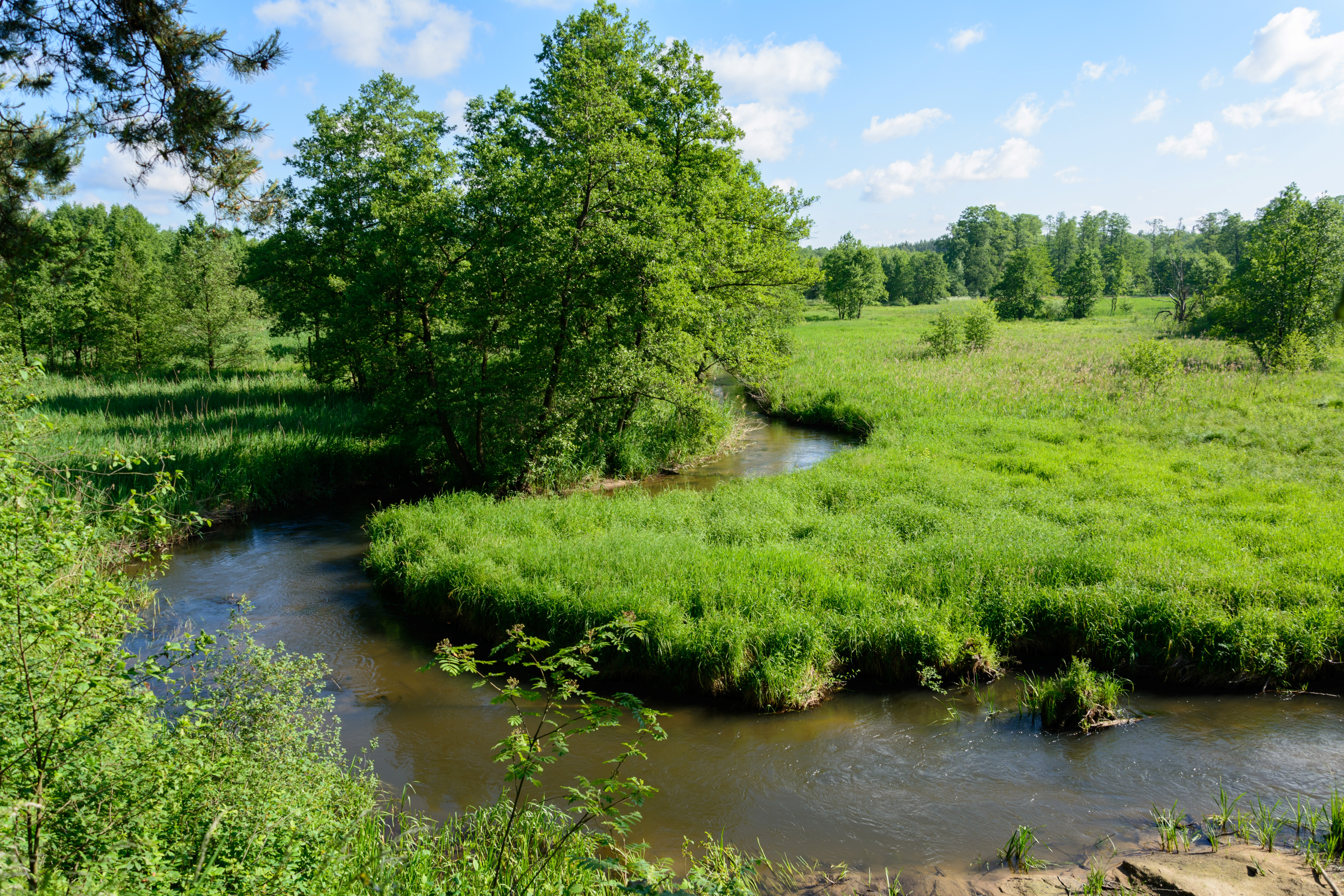